# Punto Azul
Punto Azul es una aerolínea regional con sede en Malabo (Guinea Ecuatorial). Su principal centro de conexión es el Aeropuerto Internacional de Malabo. La aerolínea opera vuelos regulares, principalmente desde la capital Malabo, vuelos chárter privados para la industria del petróleo y gas de Guinea Ecuatorial, además de vuelos de carga. 
Punto Azul fue la primera aerolínea de Guinea Ecuatorial en establecer un programa de viajero frecuente, llamado Club Azul.

## Destinos
En enero de 2016, Punto Azul operaba los siguientes destinos: 
- Aeropuerto de Malabo-Santa Isabel, Guinea Ecuatorial – Hub
- Aeropuerto de Bata, Guinea Ecuatorial
- Aeropuerto Internacional de Yaundé Nsimalen, Camerún
- Aeropuerto Internacional de Duala, Camerún
- Aeropuerto Internacional de Kotoka, Ghana
- Aeropuerto Internacional de Santo Tomé, Santo Tomé y Príncipe

## Flota

### Flota actual
En marzo de 2020, Punto Azul operaba las siguientes aeronaves:

### Antigua flota
En el pasado, la aerolínea operaba los siguientes aviones a junio de 2016:
- 2 Embraer ERJ 145 adicionales